# Tom King (voile)
Tom King est un skipper australien né le 8 février 1973 à Melbourne.

## Carrière
Tom King obtient une médaille d'or olympique de voile en classe 470 aux Jeux olympiques d'été de 2000 de Sydney.